# Katja (äpple)

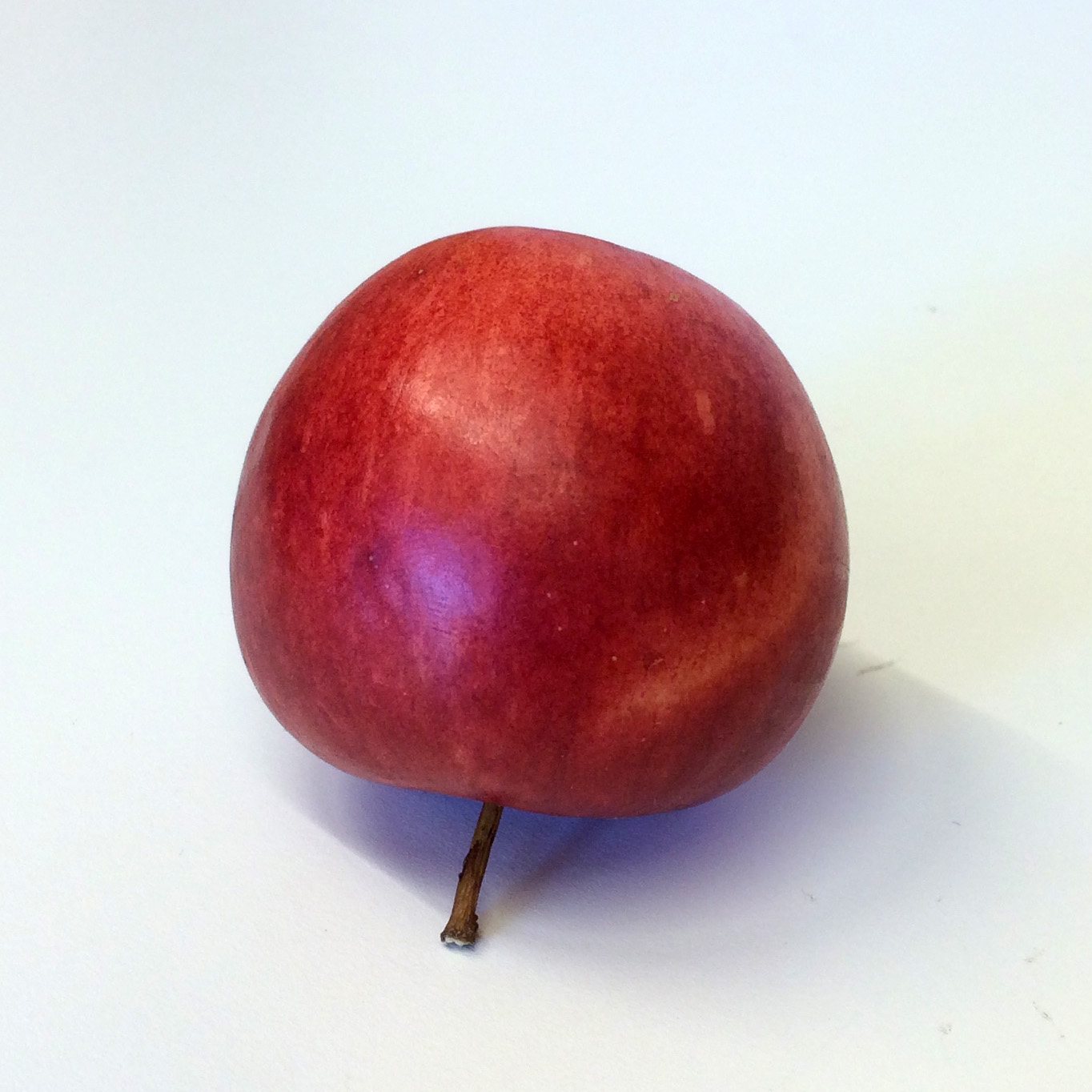
Ett äpple av sorten Katja
Fotograferat i samband med Nordiska museets äppelfestival i september 2014.

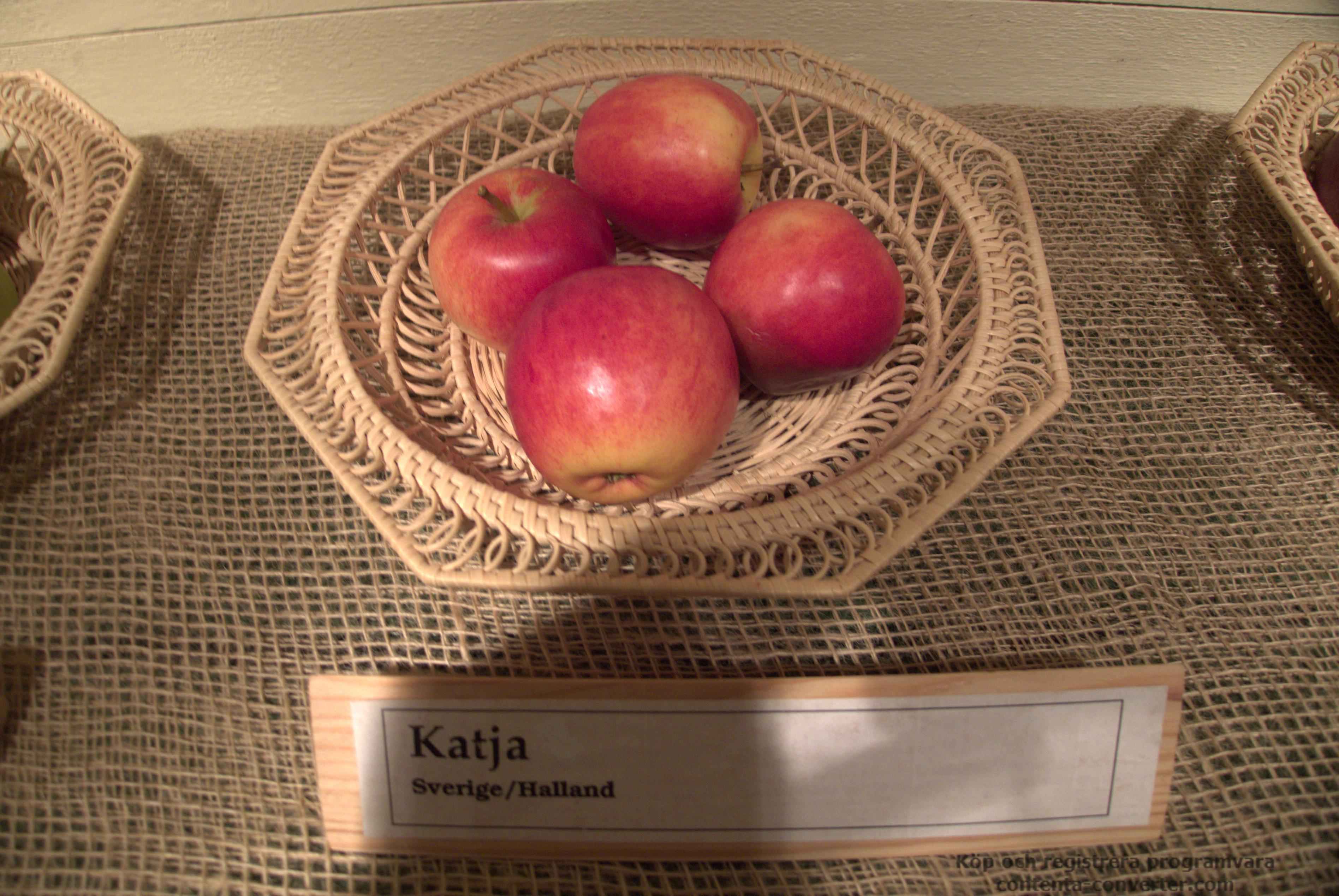
Katja-äpplen på utställning i Julita gård.

Katja är en svensk äppelsort vars skal är av en mestadels röd färg. Äpplet skapades på växtförädlingsanstalten Balsgård genom korsning av två brittiska äpplen, James Grieve och Worcester Parmän. Blommar samtidigt som Cortland och 2-3 dagar före Ingrid Marie. Katja pollineras av bland annat Alice, Aroma, Cortland, Cox Orange, Discovery, Ingrid Marie, James Grieve, Lobo, Melba, Mio, Oranie, Quinte, Summerred och Transparente Blanche. I Sverige odlas Katjaäpplet gynnsammast i zon I-IV.
Svenskodlade Katja finns i handeln augusti-oktober.
Skördetid augusti-september i zon 1-2, september – slutet november i zon 3-4. Passar som dessertäpple, saftigt med syrlig smak.